# Luthenay-Uxeloup
Luthenay-Uxeloup ist eine französische Gemeinde mit 607 Einwohnern (Stand: 1. Januar 2022) im  Département Nièvre in der Region Bourgogne-Franche-Comté. Sie gehört zum Arrondissement Nevers und zum Kanton Saint-Pierre-le-Moûtier.

## Geographie
Luthenay-Uxeloup liegt etwa 13 Kilometer südsüdöstlich von Nevers am Fluss Colâtre. An der nordöstliche Gemeindegrenze verläuft die Loire. Umgeben wird Luthenay-Uxeloup von den Nachbargemeinden Chevenon und Imphy im Norden, Saint-Ouen-sur-Loire im Nordosten, Béard im Osten und Nordosten, Fleury-sur-Loire im Osten, Neuville-lès-Decize im Südosten, Azy-le-Vif im Süden und Südwesten sowie Saint-Parize-le-Châtel im Westen.

## Bevölkerungsentwicklung
| Jahr                       | 1962 | 1968 | 1975 | 1982 | 1990 | 1999 | 2006 | 2017 |
| Einwohner                  | 672  | 667  | 586  | 565  | 524  | 568  | 588  | 625  |
| Quellen: Cassini und INSEE |      |      |      |      |      |      |      |      |

## Sehenswürdigkeiten
- Kirche Saint-Aignan, Anfang des 12. Jahrhunderts erbaut, Monument historique
- Burgruine Rosemont, Monument historique

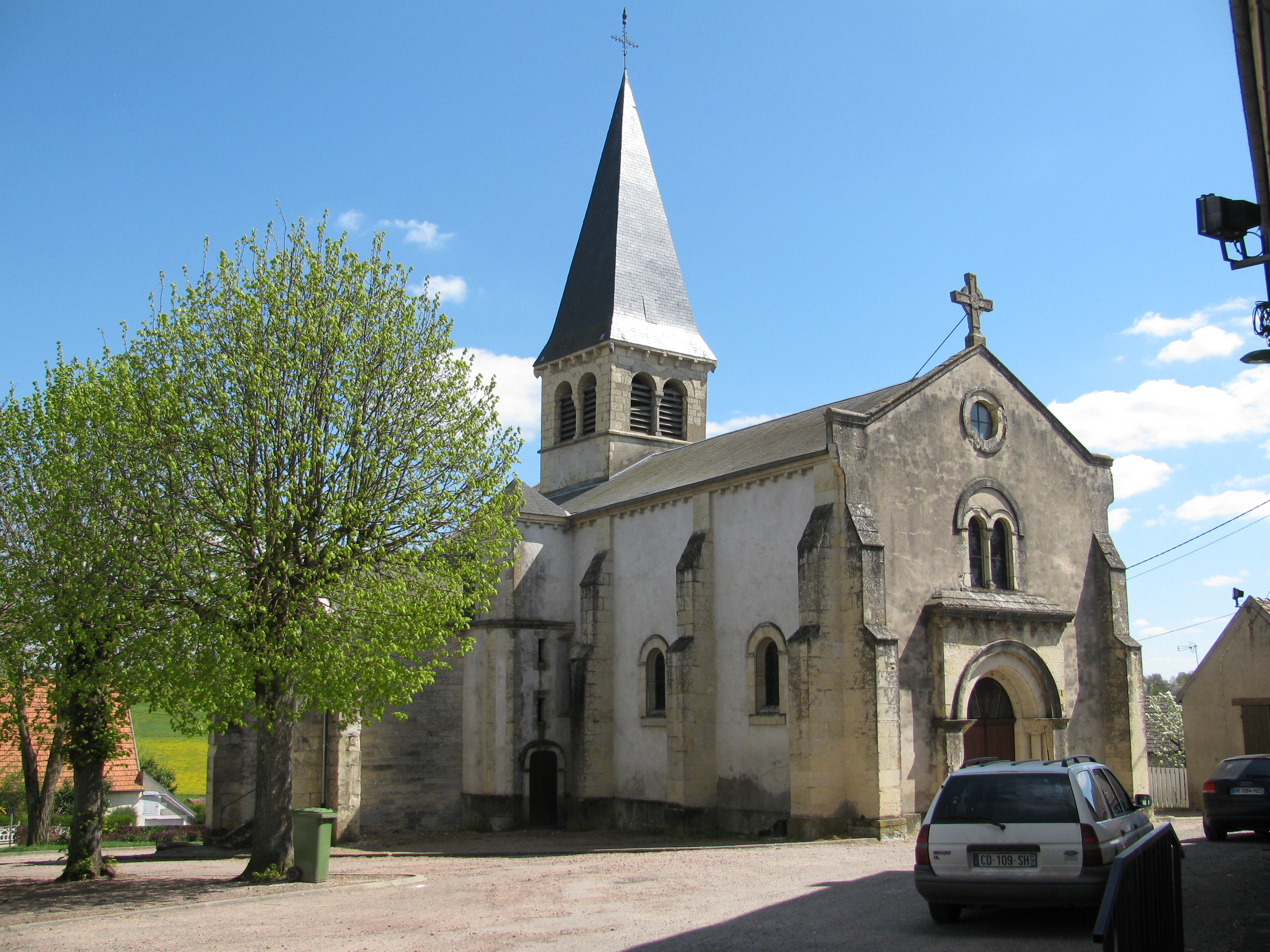
Kirche Saint-Aignan
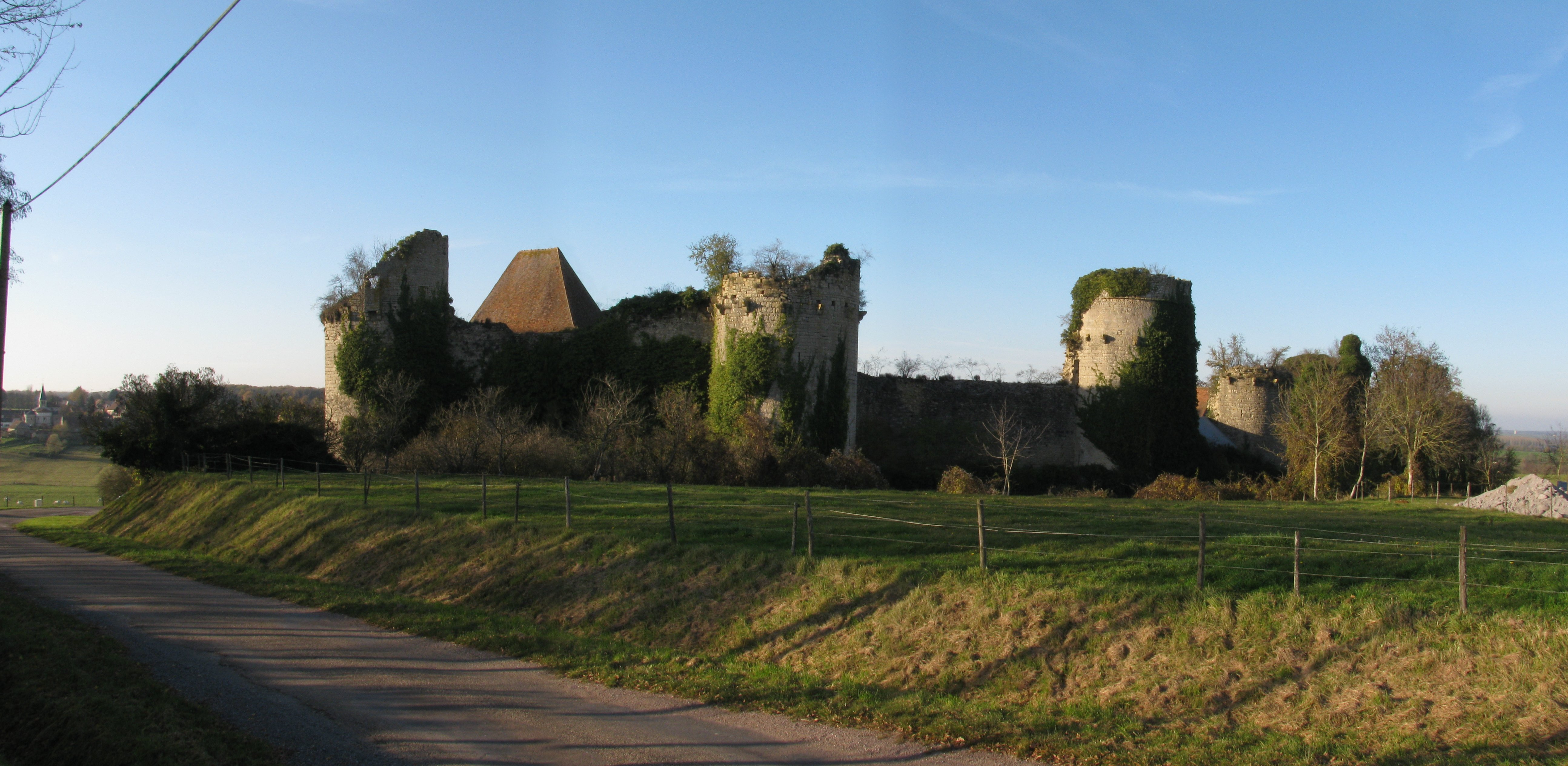
Burgruine Rosemont